# Жимолость Маака
Жимолость Маака (лат. Lonicera maackii) — кустарник, вид рода Жимолость семейства Жимолостные (Caprifoliaceae). В диком виде растёт в Средней Азии в северном и западном Китае, Монголии, Японии, Корее и на юго-востоке России, в Приморском крае. 

## Этимология названия
Вид назван в честь натуралиста Ричарда Карловича Маака.

## Ботаническое описание
Раскидистый листопадный кустарник высотой до 5 м.
Побеги светло-серые, молодые с густым опушением из коротких волосков.
Листья длиной 4,5-8,5 см, супротивные, яйцевидно-эллиптической или широколанцетной формы, заострённые на конце, цельнокрайные. Верхняя сторона листовой пластинки тёмно-зелёная, нижняя светлее. Осенью становятся лиловыми или пурпурно-жёлтыми. Черешки листьев короткие.
Цветки белые, длиной до 2,5 см, со слабым приятным ароматом. Расположены парами в пазухах листьев. Время цветения — июнь.
Плоды шаровидные, тёмно-красные, диаметром около 6 мм. Содержат многочисленные мелкие семена. Созревают в августе-сентябре, долго не опадают. Несъедобны.

## Экология
Засухоустойчива и зимостойка. В некоторых областях США жимолость Маака считается нежелательным инвазивным видом и выращивание её там ограничено или запрещено. Семена быстро разносятся птицами, поедающими плоды, и жимолость образует густые заросли, мешающие росту местных кустарников и других растений. Численность жимолости Маака контролируют вырубанием или выжиганием зарослей до уровня корней, а также обработкой гербицидами.

## Значение и применение
Жимолость Маака широко применяется в качестве декоративного растения в садово-парковом дизайне. Быстро растёт и образует плотные живые изгороди. Создано несколько культурных форм, например, 'Erubescens' с розовыми цветками, 'Rem Red' с прямостоячими побегами.. Широко культивируется от Петербурга до Крыма, Кавказа и Средней Азии.
Хороший пыльценос и медонос. Посещается с утра до вечера. Наибольшие сборы пыльцы отмечены в сухую и умеренно влажную погоду. Пыльцепродуктивность цветка 2,7—4,5 мг. Продуктивность нектара одним цветком от 0,19 до 0,28 мг, а 1 растение — от 0,210 до 0,565 грамм сахара. 

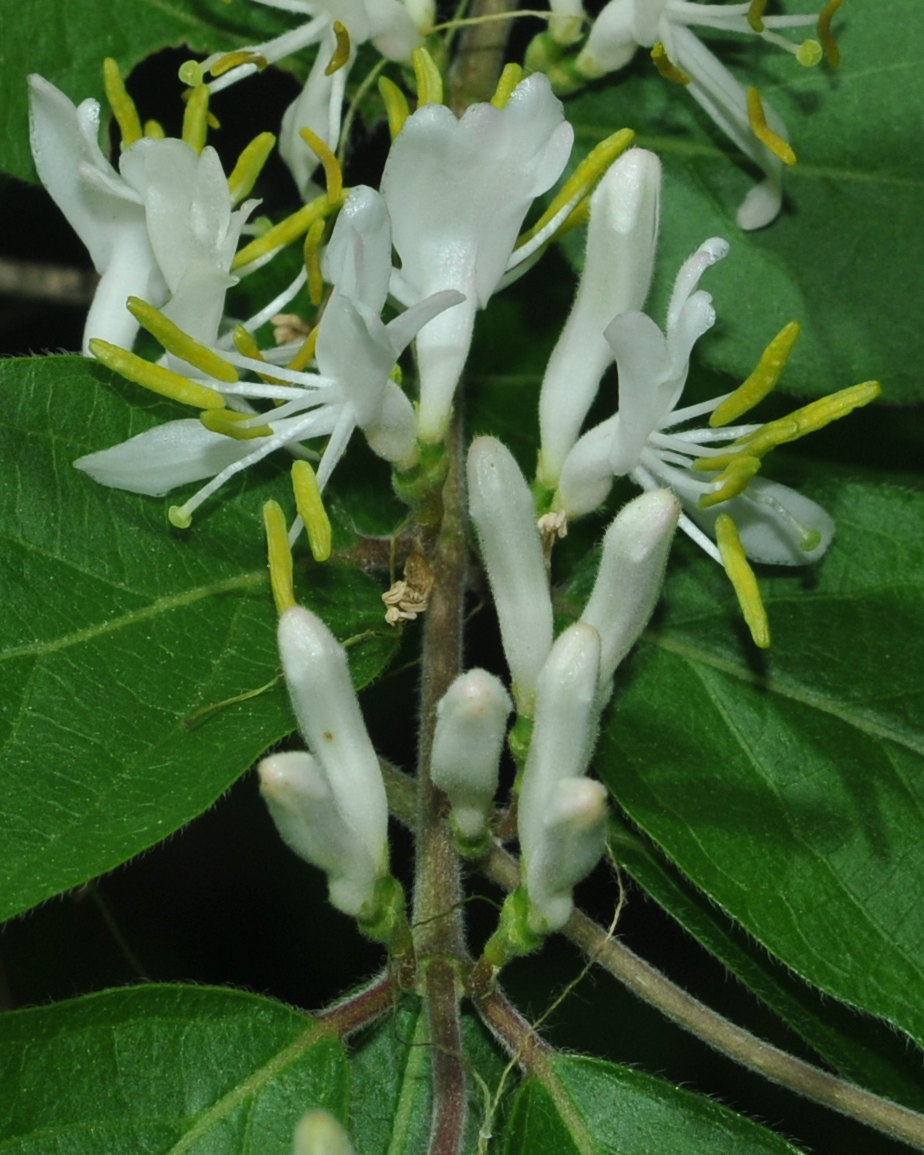
Цветки жимолости Маака крупным планом
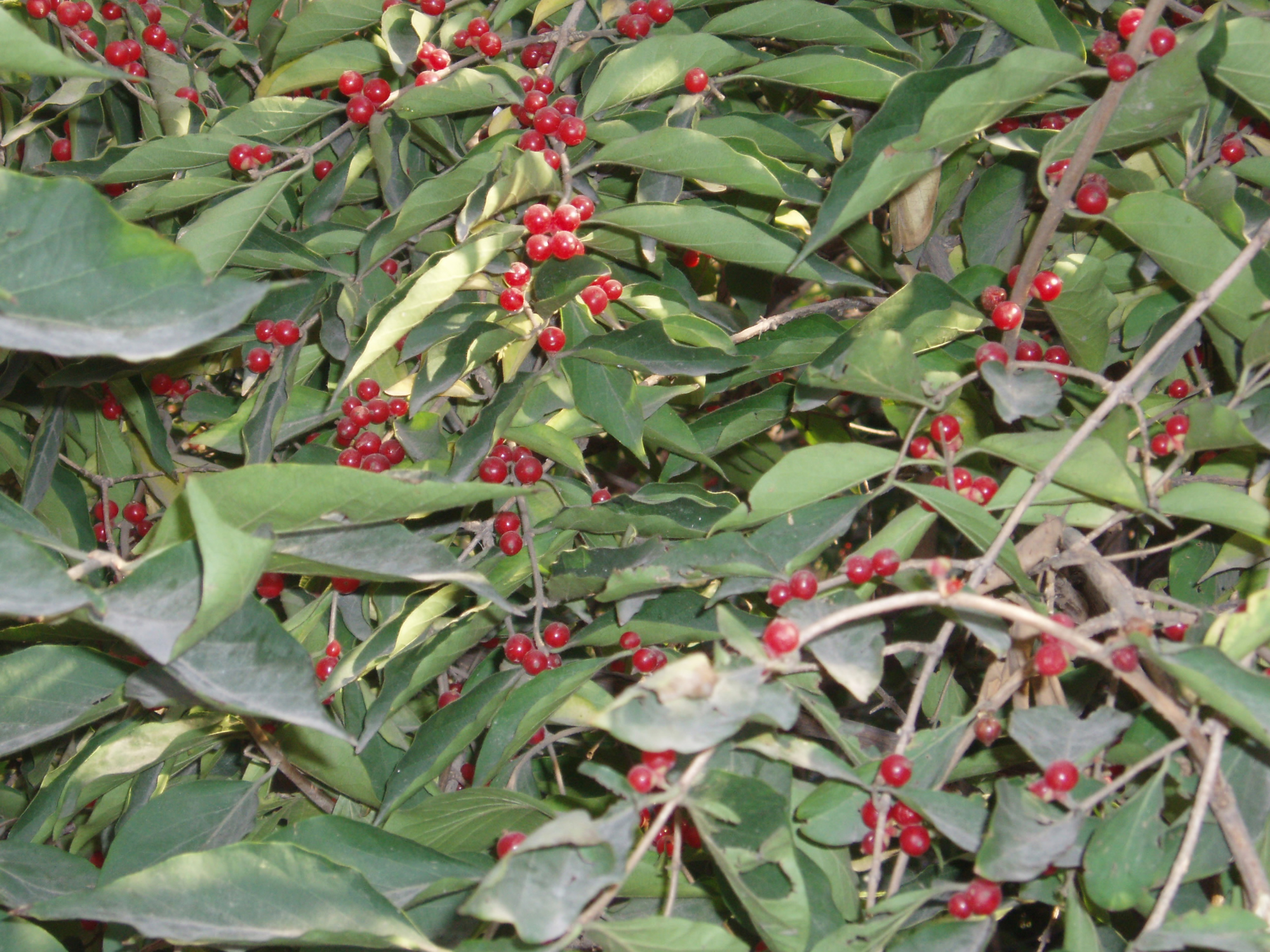
Листья и плоды жимолости Маака
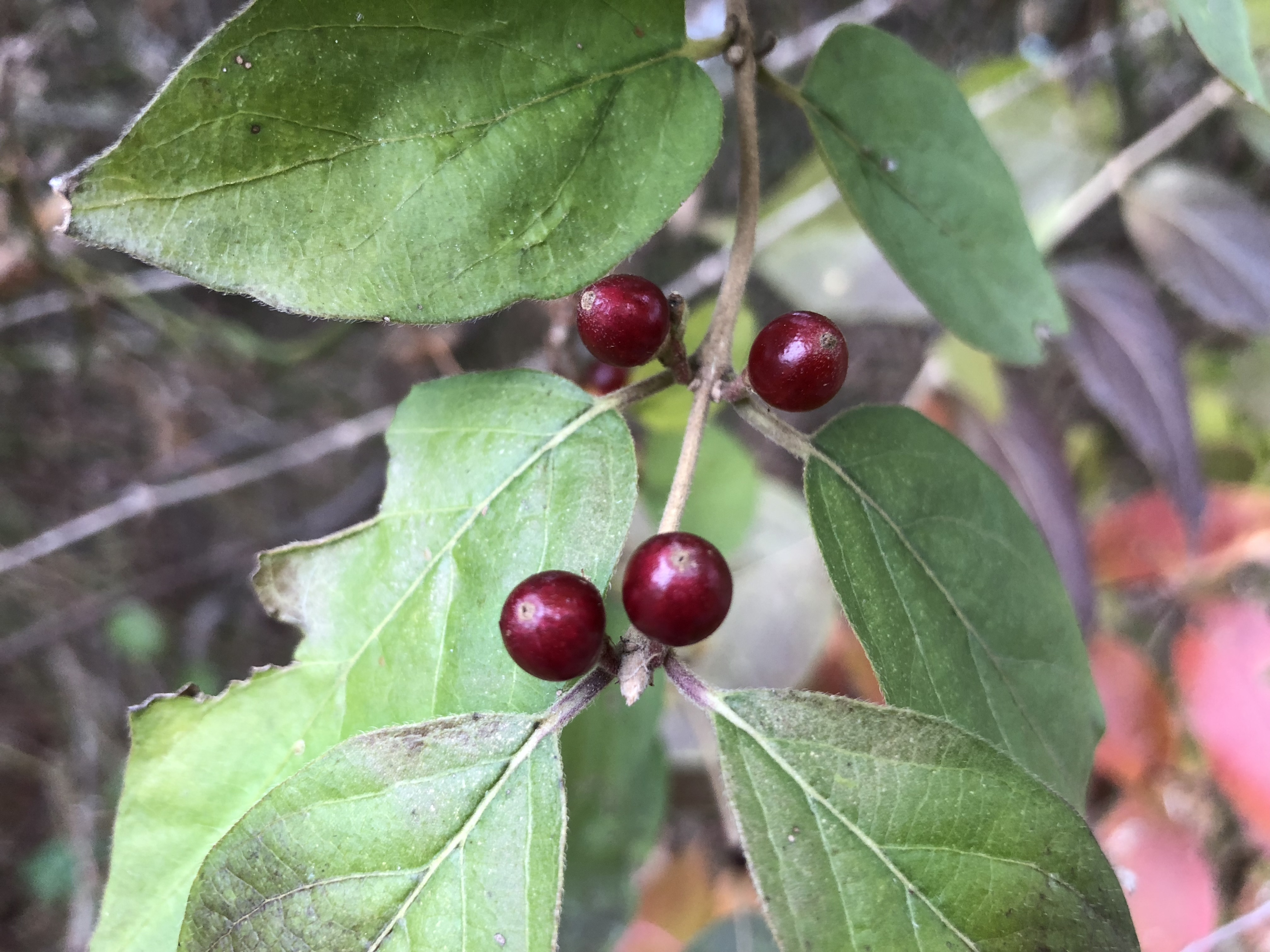
Листья и плоды крупным планом
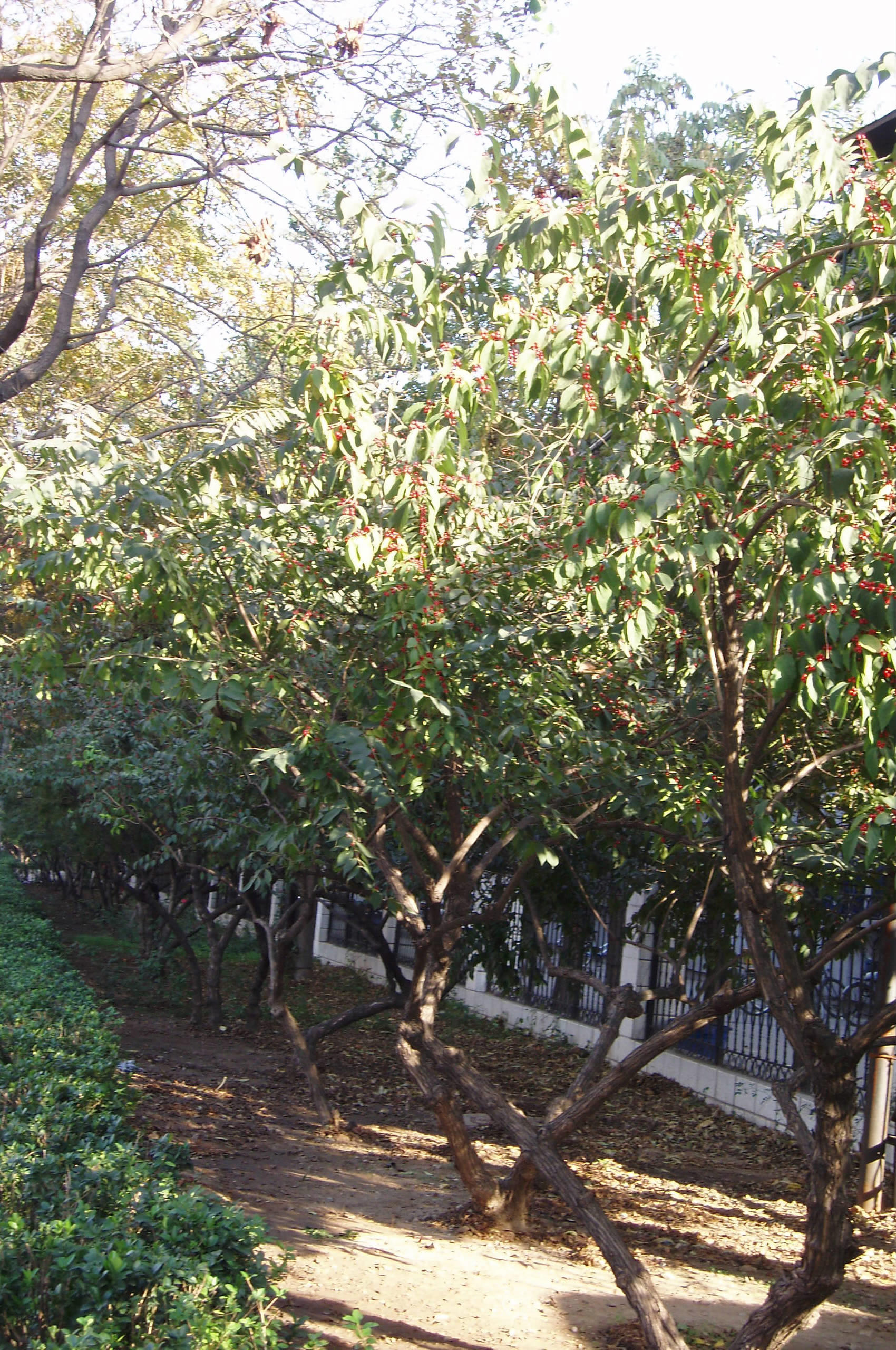
Живая изгородь из жимолости Маака